# César Gómez
César Gómez del Rey (* 23. Oktober 1967 in Madrid) ist ein ehemaliger spanischer Fußballspieler.

## Leben und Werdegang
Gómez spielte in jungen Jahren, ab 1984, für Real Madrid Castilla, die zweite Mannschaft von Real Madrid. Ab 1990 war er für zwei Spielzeiten bei Real Valladolid in der erstklassigen Primera División aktiv, wo er auf 53 Einsätze kam. Es folgten fünf Saisons beim Ligarivalen CD Teneriffa, für den er 164 mal auflief. Mit 29 Jahren wechselte er nach Italien zur AS Rom. In seiner Statistik stehen drei Einsätze für die „Roma“.

## Missverständnis bei der AS Rom
Zwei von Gómez Partien für CD Teneriffa fanden gegen Lazio Rom in der zweiten Runde der UEFA-Cup-Saison 1996/97 statt. Dabei schlug sein Team den favorisierten Gegner aus Italien nach einer 0:1-Hinspielniederlage mit 5:3 im Rückspiel. Nachdem der damalige Lazio-Trainer Zdeněk Zeman zum römischen Lokalrivalen AS Rom gewechselt war und dringend einen Verteidiger brauchte, erkundigte er sich bei Pierluigi Casiraghi, einem Stürmer seines vormaligen Teams, nach einem starken Gegenspieler aus einem UEFA-Pokalspiel. Dabei soll die Antwort „Irgendein spanischer Name, ich glaube mit einem 'Z' am Schluss“ gelautet haben. Gemeint war Pablo Paz, der für sein Land Argentinien 14 Spiele im Nationaldress absolvierte. Die von Zeman nach Teneriffa geschickten Emissäre sprachen jedoch für den bereits aussortierten César Gómez vor, der daraufhin von seinem Verein für umgerechnet ca. 3,15 Mio. Euro verkauft wurde und der von AS Rom mit einem Vertrag über vier Jahre und einem Jahresgehalt von umgerechnet 840.000 Euro ausgestattet wurde. Gómez, der lediglich in seiner ersten Saison eingesetzt wurde, erfüllte seinen Vertrag.